# فتحية نوري خالد
فتحية نوري خالد زوجة العقيد معمر القذافي الأولى، كانت مدرّسة أنجب منها أكبر أنجاله محمد، ويقال أن زواجهما استمر شهورا فقط، قبل أن يحصل الطلاق بينهما ليتزوج القذافي بصفية فركاش.